# Mino Milani
Guglielmo Milani dito Mino, também conhecido por seus pseudônimos Stelio Martelli, Piero Selva e Eugenio Ventura, (Pavia, 3 de fevereiro de 1928 - 10 de fevereiro de 2022) foi um jornalista, escritor e autor de fumetti italiano.